# SN 2003gw
SN 2003gw – supernowa typu II odkryta 7 sierpnia 2003 roku w galaktyce UGC 3252. W momencie odkrycia miała maksymalną jasność 17,10m.